# がんサポート
がんサポートは、株式会社エビデンス社が発行する月刊誌およびウェブサイトの総称である。最新の科学的根拠に基づいた正しい医療情報を提供するとともに、読者参加型の雑誌を目指し、著名人などのがん闘病記や、全国各地の患者会活動なども掲載している。